# Hans-Edgar Stecher
Hans-Edgar Stecher (* 2. November 1931 in Lauchhammer; † 2. Dezember 2022 in Baden-Baden) war ein deutscher Schauspieler, Synchronsprecher und Moderator.

## Leben und Werdegang
Stecher war nach dem Schulabschluss zunächst als Maurer tätig und meldete sich auf eine Zeitungsannonce bei der DEFA. Bereits 1948 erhielt er dort seine erste Rolle im Trümmerfilm 1-2-3 Corona. Außerdem trat er in zahlreichen ostdeutschen, ab 1986 auch in westdeutschen Film- und Fernsehproduktionen auf. Er gehörte u. a. zu folgenden Ensembles: DEFA-Schauspielstudio Berlin, Theater der Jungen Garde Halle, Theater der Freundschaft Berlin und Deutsches Theater Berlin. Seit Beginn der 1950er Jahre folgte außerdem eine umfangreiche Film- und Fernsehtätigkeit, u. a. auch als Moderator im Kinderfernsehen. Populär wurde er z. B. als Mäcki im Bahnhof Puppenstadt. Ab Anfang der 1960er Jahre war er auch als Sprecher für Hörspielveröffentlichungen des Litera-Labels wie Die Bremer Stadtmusikanten, Schneewittchen oder Huckleberry Finn tätig.
1984 nutzte er einen Urlaubsaufenthalt in Jugoslawien zur Flucht aus der DDR und wohnte seitdem in Süddeutschland. Auf Grund seiner Ausreise und da zwei weitere Darsteller ebenfalls bereits vor der Erstausstrahlung aus der DDR geflüchtet waren, wurde die bereits komplett produzierte Polizeiruf-110-Folge Rosis Mann (Drehzeit: 13. März bis 30. April 1984 u. a. in Berlin und Magdeburg) nicht ausgestrahlt. Der Film gilt seitdem als verschollen. Es ist davon auszugehen, dass er komplett vernichtet wurde.
Der aus der Ehe mit der Schauspielerin Kati Székely stammende Sohn Thomas Stecher (* 22. Februar 1961 in Berlin) ist ebenfalls als Schauspieler tätig. Die Ehe wurde später geschieden.
Hans-Edgar Stecher starb einen Monat nach seinem 91. Geburtstag in Baden-Baden.

## Filmografie (Auswahl)
- 1948: 1-2-3 Corona
- 1950: Saure Wochen – frohe Feste
- 1951: Zugverkehr unregelmäßig
- 1952: Sein großer Sieg
- 1953: Die Unbesiegbaren
- 1953: Jacke wie Hose
- 1953: Das kleine und das große Glück
- 1954: Ernst Thälmann – Sohn seiner Klasse
- 1954: Kein Hüsung
- 1954: Carola Lamberti – Eine vom Zirkus
- 1955: Das Stacheltier – Letztes Fach unten rechts
- 1956: Zwischenfall in Benderath
- 1958: Unser Sandmännchen (Fernsehserie)
- 1958: Geschwader Fledermaus
- 1958: Das Tagebuch der Anne Frank (Fernsehfilm)
- 1959: Der Alchimist (Fernsehfilm)
- 1959: Erich Kubak
- 1959: Fernsehpitaval: Der Fall Jakubowski (Fernsehreihe)
- 1960: Das Stacheltier – Vom Stacheltier patentiert
- 1960: Fernsehpitaval: Der Fall Haarmann
- 1960: Der Schatten von gestern (Fernsehfilm)
- 1961: Guten Tag, lieber Tag
- 1962: Das Stacheltier – Campingflaschen
- 1963: Die Trompete von Knatterwitz (Fernsehfilm)
- 1963: Drei Kriege – 1. Teil: Tauroggen (Fernsehfilm)
- 1963: Blaulicht (Fernsehserie, eine Folge)
- 1964: Reizende Leute (Fernsehfilm)
- 1964: Das Lied vom Trompeter
- 1964: Pension Boulanka
- 1965: Köpfchen, Kamerad (Fernsehfilm)
- 1966: Alfons Zitterbacke
- 1966: Tischlein, deck dich… (Fernsehfilm)
- 1967: Ein Lord am Alexanderplatz
- 1967: Harras, der Polizeihund: In letzter Minute (Fernsehserie, acht Folgen)
- 1967: Frühling an der Oder (Wesna na Odere)[3]
- 1968: Die Geschichte vom tapferen Schneiderlein (Fernsehfilm)
- 1969: Befreiung (Oswoboschdenije)
- 1969: Die Spieler (Fernsehfilm)
- 1970: Tscheljuskin (Fernsehfilm)
- 1971: Der Sonne Glut (Fernsehserie, eine Folge)
- 1971: Die Pulverprobe (Fernsehfilm)
- 1972: Der Staatsanwalt hat das Wort: Vaterschaft anerkannt (Fernsehreihe)
- 1972: Der Dritte
- 1972: Nur ein Spaß (Fernsehfilm)
- 1973: Ein wunderbarer Tag (Fernsehfilm)
- 1973: Wenn wir euch nicht hätten (Fernsehfilm)
- 1974: Alle Haare wieder (Fernsehfilm)
- 1975: Polizeiruf 110: Der Spezialist (Fernsehreihe)
- 1975: Pirat mit Hindernissen (Fernsehfilm)
- 1975: Geschwister (Fernsehfilm)
- 1976: Polizeiruf 110: Vorurteil? (Fernsehreihe)
- 1976: Man nennt mich jetzt Mimi… (Fernsehfilm)
- 1976: Das Mädchen Krümel (Fernseh-Miniserie)
- 1978: Ferdinand, was nun? (Fernsehfilm)
- 1978: Gefährliche Fahndung (Fernsehserie, zwei Folgen)
- 1980: Glück und Glas (Fernsehfilm)
- 1980: Dach überm Kopf
- 1981: Trompeten-Anton (Fernsehfilm)
- 1982: Der Staatsanwalt hat das Wort: Hoffnung für Anna (Fernsehreihe)
- 1982: Der Staatsanwalt hat das Wort: Der Laufsteg (Fernsehreihe)
- 1983: Die lieben Luder (Fernsehfilm)
- 1983: Der Staatsanwalt hat das Wort: Verlorene Zeit (Fernsehreihe)
- 1984: Polizeiruf 110: Inklusive Risiko (Fernsehreihe)
- 1984: Polizeiruf 110: Rosis Mann (Fernsehreihe)
- 1985: Außenseiter (Fernsehfilm)
- 1986: Fest im Sattel (ARD-Vorabendserie)
- 1987: Einzug ins Paradies: Der zweite Tag (Fernsehserie, eine Folge)
- 1988: Ein Fall für zwei: Der Mann auf dem Foto (Fernsehserie, eine Folge)
- 1990: Diese Drombuschs: Späte Einsicht (Fernsehserie, eine Folge)

## Hörspiele
- 1955: Jan de Hartog: Schiff ohne Hafen (Henky, Schiffsjunge) – Regie: Lothar Dutombé (Hörspiel – Rundfunk der DDR)
- 1958: Wera Küchenmeister/Claus Küchenmeister: Damals achtzehn – neunzehn – Regie: Helmut Hellstorff (Dokumentarhörspiel – Rundfunk der DDR)
- 1959: Brüder Grimm: Die Bremer Stadtmusikanten (Müllerbursche) – Regie: Theodor Popp (Kinderhörspiel – Litera)
- 1964: Martine Monod: Normandie-Njemen – Bearbeitung und Regie: Fritz Göhler (Kinderhörspiel – Rundfunk der DDR)
- 1965: Jiří Ciřkl/Jindřich Polák: Ferdinands Zauberhäuschen (Schornsteinfeger Mohr) – Regie: Theodor Popp (Kinderhörspiel – Litera)
- 1967: Brüder Grimm: Der gestiefelte Kater – Regie: Maritta Hübner (Kinderhörspiel – Rundfunk der DDR)
- 1967: Petko Todorow: Die Drachenhochzeit (Hirte) – Regie: Wolfgang Brunecker (Hörspiel – Rundfunk der DDR)
- 1967: Horst Enders: Die Rettungsmedaille (Klaus Asborn) – Regie: Ingeborg Milster (Kinderhörspiel – Rundfunk der DDR)
- 1967: Rolf Wohlgemuth: Verraten und verkauft (Pierre) – Regie: Peter Groeger (Hörspiel – Rundfunk der DDR)
- 1969: Wilfried Schilling: Kellergespräche (Mac Guire) – Regie: Joachim Staritz (Hörspiel – Rundfunk der DDR)
- 1972: Kai Himmelstrup: The Dandelions (Steffer) – Regie: Helmut Hellstorff (Hörspiel (2 Teile) – Rundfunk der DDR)
- 1972: Gerhard Jäckel: Die blaue Eidechse  (Detlef) – Regie: Joachim Gürtner (Hörspielreihe: Neumann, zweimal klingeln – Rundfunk der DDR)
- 1974: Augusto Boal: Torquemada (4. Sohn) – Regie: Peter Groeger (Hörspiel – Rundfunk der DDR)
- 1974: Hans-Jürgen Bloch: Hundert Mark für eine Unterschrift (Wiener) – Regie: Joachim Staritz (Hörspielreihe: Tatbestand, Nr. 4 – Rundfunk der DDR)
- 1974: Alexander Wolkow: Der Zauberer der Smaragdenstadt (Totoschka) – Regie: Maritta Hübner (Kinderhörspiel – Rundfunk der DDR)
- 1974: Albert Plau: Villa Klamé  (Peter) – Regie: Joachim Gürtner (Hörspielreihe: Neumann, zweimal klingeln – Rundfunk der DDR)
- 1975: Irmgard Keun: Das kunstseidene Mädchen (Junge) – Regie: Wolfgang Brunecker (Hörspiel – Rundfunk der DDR)
- 1976: Rodney David Wingfield: Auf Provisionsbasis (Mike Edwards) – Regie: Helmut Hellstorff (Kriminalhörspiel – Rundfunk der DDR)
- 1976: Mark Twain: Die Abenteuer des Huckleberry Finn (Tom Sawyer) – Regie: Theodor Popp (Kinderhörspiel – Litera)
- 1978: Hans Siebe: Sommer in Kriebusch (Gräwer) – Regie: Fritz-Ernst Fechner (Hörspiel – Rundfunk der DDR)
- 1980: Norbert Klein: Alles ist anders (Willi) – Regie: Wolfgang Brunecker (Hörspielreihe: Neumann, zweimal klingeln – Rundfunk der DDR)
- 1981: Christoph Hein: Jakob Borgs Geschichten (Esel Schnauz, Teil 1–2) – Regie: Flora Hoffmann (Kinderhörspiel (5 Teile) – Rundfunk der DDR)
- 1984: Wilhelm Hampel: Die Karriere (Herbert) – Regie: Joachim Gürtner (Kurzhörspiel aus der Reihe Waldstraße 7 – Rundfunk der DDR)
- 1984: Erwin Ziemer: Vatersorgen (Polizist) – Regie: Joachim Gürtner (Kurzhörspiel aus der Reihe Waldstraße 7 – Rundfunk der DDR)
- 1984: Ran Bossilek/Maria Georgiewa: Goltscho-Habenichts (Goltscho) – Regie: Helmut Hellstorff (Kinderhörspiel – Rundfunk der DDR)